# Prométhée

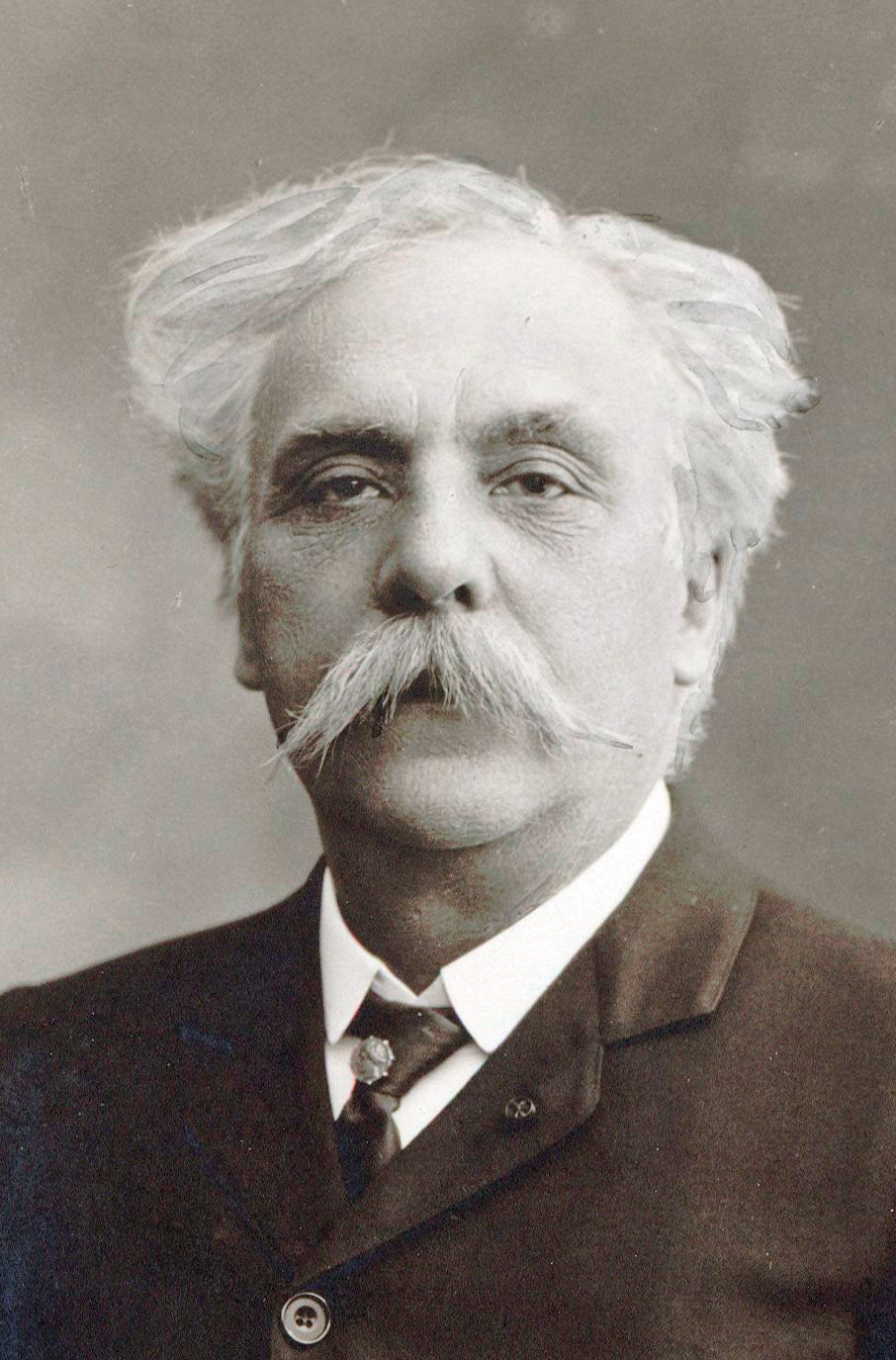
Gabriel Fauré 1905.

Prométhée (Prometheus) är en fransk opera (tragédie lyrique) i tre akter med musik av Gabriel Fauré och libretto av Jean Lorrain och André-Ferdinand Hérold efter den grekiska myten om Prometheus.

## Historia
Fauré komponerade Prométhée mellan februari och juli 1900 och hade premiär den 27 augusti samma år i den antika utomhusteatern i Béziers. Förutom en publik på 10 000 medverkade nära 800 musiker och körsångare inklusive två stora blåsorkestrar, 30 trumpeter, 100 stråkar och 15 harpor. Körerna och orkestrarna var strategiskt utplacerade runtomkring arenan och en "ridå" av harpor var uppställda framför scenen. 1914-16 reviderade Faurés elev Jean Roger-Ducasse operan för en förminskad symfoniorkester och denna version hade premiär på Parisoperan den 17 maj 1917 men blev aldrig populär.
Svårigheten med Faurés opera är att dess dramatiska form endast ibland åtföljs av musik och för övrigt kräver högtravande deklamering av delvis daterad dialog. Huvudrollerna Promethée och Pandore är talroller liksom budbäraren Hermès. Endast gudarna sjunger. Liksom andra av sin samtid använde sig Fauré av Richard Wagners ledmotivsteknik för att bygga upp spänningen. Ett fåtal grundmotiv representerar de olika karaktärerna (även talrollerna) och ting såsom elden, och allt annat härrörs från dessa motiv. Fauré överraskade samtiden med detta storskaliga verk då han var känd att använda sig av små teman och stilla orkestrering. 

## Personer
- Prométhée (Prometheus) (talroll)
- Pandore (Pandora) (talroll)
- Hermès (Hermes) (talroll)
- Aenoë (sopran)
- Bia (sopran)
- Gaïa (Gaia) (mezzosopran)
- Andros (tenor)
- Kratos (tenor)
- Hephaïstos (Hefaistos) (bas)

## Handling

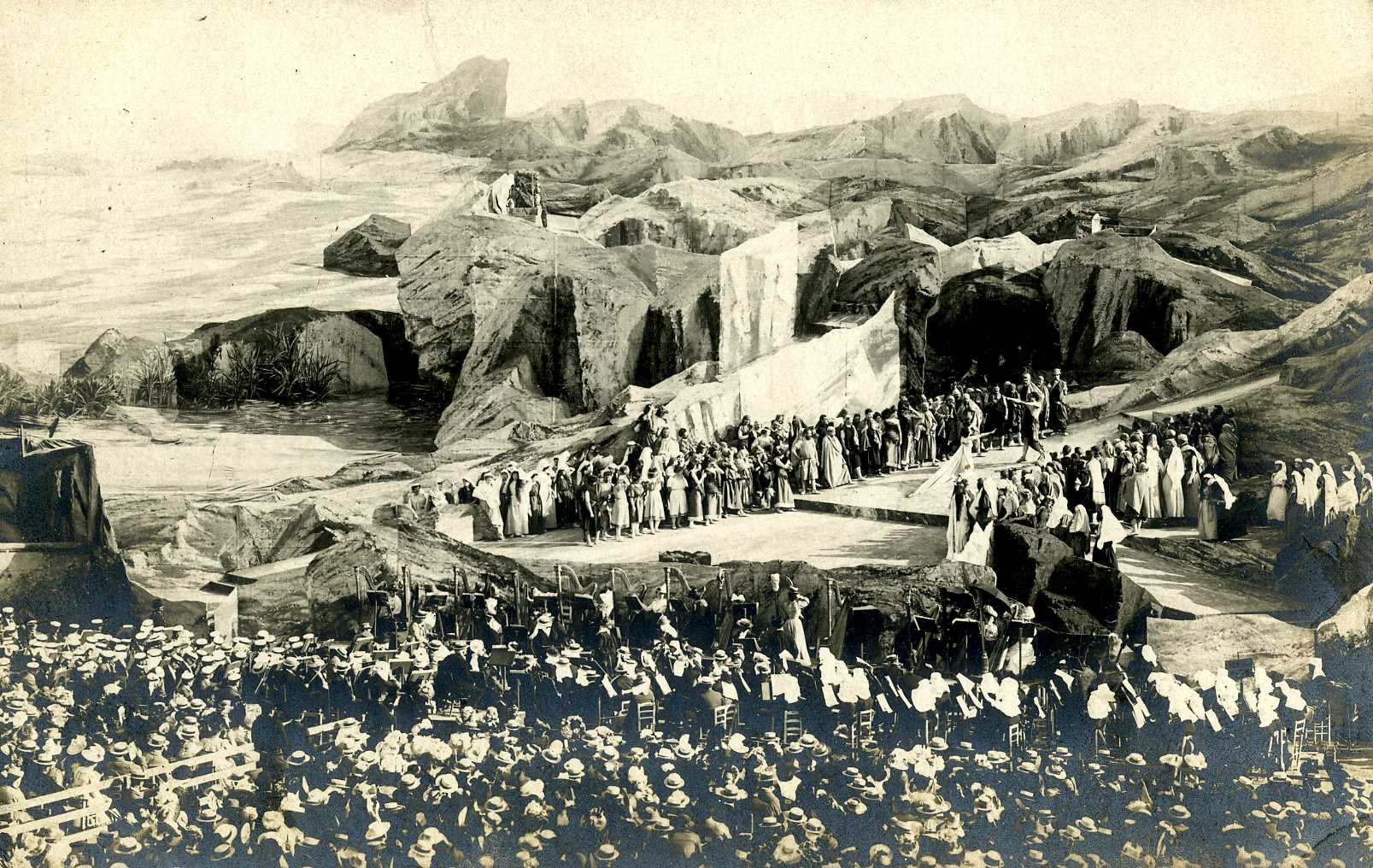
Fotografi från premiären år 1900.

### Akt I
Prométhée påhejas av sina kamrater Andros och Aenoë att stjäla Zeus heliga eld. Men han hejdas av en ljungande blixt och tas tillfånga av gudarna. Straffet blir att kedjas fast vid en klippa och varje dag få levern uthackad av en örn. Pandore flyr i skräck.

### Akt II
Akten börjar med Pandores begravningskortege. Men senare återuppstår hon och försöker trösta Prométhée som varje dag lider svårt.

### Akt III
Pandore söker hjälp av gudarna och Hermès erbjuder henne en ask. Prométhée varnar henne att ta emot något från gudarna men Pandore välkomnar gåvan.